# Anna Nordqvist
Anna Nordqvist, född 10 juni 1987 i Eskilstuna i Sverige, är en svensk golfspelare. Nordqvist representerar Torshälla golfklubb. Hennes seger med fyra slag i LPGA-mästerskapen i juni 2009 innebar hennes genombrott på den stora golfscenen. I juli 2016 slutade hon på andra plats i US Open.
Den 17 september 2017 vann hon Evian Championship i Frankrike. Den 22 augusti 2021 vann hon British Open i Carnoustie.